# 353903 Kudritzki
353903 Kudritzki è un asteroide della fascia principale. Scoperto nel 2011, presenta un'orbita caratterizzata da un semiasse maggiore pari a 3,071017 UA e da un'eccentricità di 0,036894, inclinata di 8,403899° rispetto all'eclittica.